# シロキクラゲ科
シロキクラゲ科は担子菌門、真正担子菌綱、シロキクラゲ目の菌類。以前は異型担子菌綱、シロキクラゲ目に分類されていた。この科に属する多くの属がゼリー状であり、そのいくつかは東洋では栽培され、食用とされている。最も重要なものはシロキクラゲ属であるが、この属は系統学的に多系統群であることが示されており、おそらく少なくとも4つの別々の科に分けられることになるであろう。